# Ceradryops
Ceradryops é um género de escaravelho aquático da família Dryopidae, proposto por Hinton em 1937 a partir da análise da genitália de um único e mal conservado exemplar do sexo feminino recolhido em agosto de 1908 em Mandulsima, no Sri Lanka, pertencente ao Museu de História Natural de Londres e que foi, durante algum tempo, o único exemplar conhecido da espécie Ceradryops punctatus. Em 1976, a espécie foi redescoberta por pesquisadores do Museu Nacional de História Natural do Instituto Smithsoniano.